# Кёрби, Уильям Форселл
Уильям Форселл Кёрби (англ. William Forsell Kirby; 14 января 1844, Лестер — 20 ноября 1912, Лондон) — английский энтомолог и фольклорист.

## Биография
Родился 14 января 1844, Лестер (Великобритания). Был старшим сыном банкира Samuel Kirby. Получив частное школьное образование, он в раннем возрасте стал интересоваться бабочками. Вместе с семьёй переехал в Брайтон, где познакомился с Henry Cooke, Frederick Merrifield и J. N. Winter. В 1862 году опубликовал книгу Manual of European Butterflies. В 1866 году он сочетался браком с Иоханной Марией Каппель (Johanna Maria Kappel), которая умерла в 1893 году, оставив ему сына.
В 1867 году Кёрби стал куратором Музея Королевского общества Дублина (Royal Dublin Society) и редактировал синоптический каталог дневных бабочек Synonymic Catalogue of Diurnal Lepidoptera (1871; Supplement 1877). В 1879 году стал работать в качестве ассистента в Музее естествознания в округе Кенсингтон и Челси (Лондон), после смерти энтомолога Фредерика Смита. Кёрби опубликовал несколько каталогов, среди которых Rhopalocera Exotica (1887–1897) и Elementary Text-book of Entomology. Вышел в отставку в 1909 году.
Кёрби имел широкий круг интересов знал несколько языков и полностью перевёл финский эпос Калевалу с финского языка на английский.
Кроме лепидоптерологии, Кёрби также внёс значительный вклад в ортоптерологию, написав три тома Каталога всех известных видов прямокрылых насекомых (1904, 1906, 1910). Краткая биография Кёрби вместе с рассмотрением его вклада в ортоптерологию была опубликована в 2007 году..
Умер 20 ноября 1912 года в Лондоне.

## Труды

### Энтомология
- Manual of European Butterflies. 1862
- Synonymic Catalogue of Diurnal Lepidoptera. 1871
- Catalogue of the collection of diurnal Lepidoptera formed by the late William Chapman Hewitson of Oatlands, Walton on Thames; and bequeathed by him to the British Museum. London, John Van Voorst. iv + 246 pp.
- Synonymic Catalogue of Odonata or Dragonflies, 1890
- Synonymic Catalogue of Heterocera (Moths): Sphinges and Bombyces, 1892
- A Hand-book to the Order Lepidoptera. 1896.
- Hand-book to the order Lepidoptera. 1897
- Marvels of Ant Life, 1898
- Familiar butterflies and moths. 1901
- Butterflies and moths of Europe (Illustrated). 1903
- Elementary Text-book of Entomology.
- A Synonymic Catalogue of Orthoptera. British Museum (Natural History), London. 3 volumes: 1904, 1906, 1910
- British Flowering Plants, 1906
- Mammals of the World, 1907

### Другие
- New Arabian Nights, 1882[3]
- Evolution and Natural Theology, 1883
- Bibliographical Notes on the 1001 Nights, 1885–1888
- The Hero of Esthonia, 1895 [4]
- Übersetzung des Kalevala, 1907